# Uniunea Națională a Executorilor Judecătorești din Republica Moldova
Uniunea Națională a Executorilor Judecătorești din Moldova este o asociație profesională necomercială din care fac parte toți executorii judecătorești din Republica Moldova. Uniunea își are sediul în municipiul Chișinău. Executorii judecătorești devin membri ai Uniunii Naționale a Executorilor Judecătorești în momentul învestirii în funcție.

## Organele profesionale ale UNEJ

### Congresul UNEJ
Organul suprem al Uniunii Naționale a Executorilor Judecătorești este  Congresul, constituit din toți membrii săi. Congresul se convoacă în ședințe ordinare cel puțin o dată în an. În caz de necesitate, congresul se convoacă în ședințe extraordinare:
    a) la inițiativa Consiliului;
    b) la propunerea ministrului justiției;
    c) la solicitarea a cel puțin 1/5 din numărul total al membrilor Uniunii Naționale a Executorilor Judecătorești.
Congresul se convoacă de către Consiliu, anunțîndu-se executorii judecătorești în prealabil cu cel puțin o lună despre data, ora și locul desfășurării ședinței, despre ordinea de zi și raportorii, fiind informat în acest sens și Ministerul Justiției. Participarea la congres este obligatorie.  
Congresul are următoarele atribuții:
    a) adoptarea și modificarea  statutului Uniunii Naționale a Executorilor Judecătorești; 
    b) alegerea  membrilor Consiliului;
    c) alegerea președintelui Uniunii Naționale a Executorilor Judecătorești din membrii Consiliului;  
    d) alegerea executorilor judecătorești ce urmează a fi desemnați în componența Comisiei de licențiere și a Colegiului disciplinar;
    e) alegerea membrilor comisiei de cenzori;
    f) aprobarea sumei minime de asigurare de răspundere civilă a executorilor judecătorești;
    g) aprobarea mărimii contribuțiilor obligatorii ale executorilor judecătorești la bugetul Uniunii Naționale a Executorilor Judecătorești;
    h) aprobarea taxei ce urmează a fi achitată de executorul judecătoresc stagiar Uniunii Naționale a Executorilor Judecătorești pentru efectuarea stagiului;
    i) aprobarea raportului anual al Consiliului, al secretarului general și cel al comisiei de cenzori;
    j) aprobarea programului de activitate și a bugetului Uniunii Naționale a Executorilor Judecătorești pentru următorul an; 
    k) adoptarea și modificarea Codului deontologic al executorului judecătoresc;
    l) adoptarea regulamentului de activitate al camerei teritoriale a executorilor judecătorești;
    m) desemnarea auditorului;
    n) alte atribuții stabilite de lege și de statut.
 Hotărîrile congresului se adoptă cu votul majorității celor prezenți.

### Consiliul UNEJ
Organul executiv al Uniunii Naționale a Executorilor Judecătorești este Consiliul, constituit din 7 membri, aleși pe un termen de 4 ani. Președintele Uniunii Naționale a Executorilor Judecătorești este de drept și președinte al Consiliului. Consiliul se convoacă în ședințe ori de cîte ori este necesar, dar nu mai puțin de o dată în trimestru. Deciziile Consiliului se adoptă cu votul majorității membrilor prezenți. 

### Președintele UNEJ
Președintele Uniunii Naționale a Executorilor Judecătorești este ales prin vot secret pe un termen de 4 ani. Poate fi aleasă președinte persoana care are o vechime în domeniul executării de cel puțin 5 ani. Un executor judecătoresc nu poate fi ales în funcția de președinte mai mult de două mandate consecutive. Actualul Președinte este executorul judecătoresc Roman Talmaci.
În lipsa președintelui Uniunii Naționale a Executorilor Judecătorești, funcțiile acestuia sînt exercitate de vicepreședintele Consiliului.

### Secretarul General UNEJ
Activitatea organizatorică administrativă și economică financiară a Uniunii Naționale a Executorilor Judecătorești se asigură de către secretarul general. Secretarul general este angajat în funcție de Consiliu, în bază de concurs, pe un termen de 5 ani, care poate fi prelungit o singură dată. Poate fi angajată în funcția de secretar general persoana care are studii economice sau juridice superioare și o vechime în activitate de cel puțin 5 ani. La moment funcția Secretarului general UNEJ se exercită de Novicov Oxana.
Secretarul general are următoarele atribuții:
1. răspunde pentru gestiunea economico-financiară a Uniunii Naționale a Executorilor Judecătorești;
2. încheie acorduri și contracte în numele Uniunii Naționale a Executorilor Judecătorești;
3. gestionează mijloacele bugetare ale Uniunii Naționale a Executorilor Judecătorești;
4. organizează elaborarea, fundamentarea și prezentarea la congres a proiectului bugetului anual al Uniunii Naționale a Executorilor Judecătorești;
5. prezintă congresului raportul privind execuția anuală a bugetului Uniunii Naționale a Executorilor Judecătorești;
6. participă la ședințele congresului și ale Consiliului fără drept de vot;
7. elaborează proiectul agendei și pregătește materialele de lucru ale congresului și ale Consiliului după consultarea cu ultimul;
8. angajează personalul Uniunii Naționale a Executorilor Judecătorești și conduce activitatea acestuia;
9. organizează ținerea evidenței tuturor imobilelor din proprietatea sau din administrarea Uniunii Naționale a Executorilor Judecătorești, a celorlalte bunuri aflate în gestiunea acesteia;
10. îndeplinește alte atribuții la indicația congresului și a Consiliului.

  Funcția de secretar general este remunerată. Mărimea remunerării este stabilită de Consiliu.
Secretarul general nu este în drept să cumuleze alte funcții sau activități remunerate, cu excepția celor didactice, științifice și de creație.

### Comisia de cenzori UNEJ
Comisia de cenzori este formată din 3 membri, aleși pe un termen de 2 ani. Membrul comisiei de cenzori nu poate fi membru al unor alte organe colegiale ale Uniunii Naționale a Executorilor Judecătorești.Comisia de cenzori este creată pentru verificarea activității economico-financiare a Uniunii Naționale a Executorilor Judecătorești. Controlul ordinar se efectuează o dată în an. În caz de necesitate, controlul poate fi efectuat la cererea a 1/5 din componența executorilor judecătorești sau la cererea președintelui Uniunii Naționale a Executorilor Judecătorești.
      Controlul efectuat de comisia de cenzori finalizează cu întocmirea unui act ce va reflecta perioada verificată, corelația bugetului cu cheltuielile efectuate, temeinicia cheltuielilor efectuate, concluziile și recomandările comisiei. Actul este semnat de toți membrii comisiei de cenzori. Membrul comisiei de cenzori poate exprima opinie separată, care se anexează la act. Actul comisiei de cenzori se aduce la cunoștință congresului.

## Camerele teritoriale UNEJ
În cadrul Uniunii Naționale a Executorilor Judecătorești (în continuare-UNEJ), executorii judecătorești se constituie în trei camere teritoriale a executorilor judecătorești (Nord, Centru, Sud), în conformitate cu circumscripțiile judecătoriilor stabilite de Consiliul UNEJ. Camera teritorială a executorilor judecătorești (în continuare – cameră) nu are personalitate juridică și buget separat, sediul ei se află la biroul executorului judecătoresc ales în calitate de președinte.

## Cum se accede în profesia de executor judecătoresc
Poate accede în profesia de executor judecătoresc persoana care a obținut licența de activitate a executorului judecătoresc. Pentru obținerea licenței este necesară efectuarea stagiului la un birou al executorului judecătoresc. Stagiul are durata de cel puțin un an.
În calitate de executor judecătoresc stagiar poate fi admisă persoana care:
- este cetățean al Republicii Moldova;
- are apacitate deplină de exercițiu
- este licențiat în drept;
- posedă limba de stat;
- are oreputație ireproșabilă;
- care nu desfășoară alte activități remunerate, cu excepția activității didactice, științifice și de creație;
- a promovat concursul de admitere în profesia de executor judecătoresc;
- nu a atins plafonul de vîrstă de 65 de ani;
- corespunde cerințelor de ordin medical pentru exercitarea funcției.

Pentru a fi admisă în calitate de executor judecătoresc stagiar, persoana va susține un concurs organizat de Uniunea Națională a Executorilor Judecătorești.
Persoanele care promovează concursul sînt repartizate de Consiliul Uniunii Naționale a Executorilor Judecătorești, în funcție de teritoriul solicitat, executorilor judecătorești care vor asigura efectuarea stagiului.
Executorul judecătoresc poate avea concomitent cel mult 2 executori judecătorești stagiari.
Condițiile de admitere în calitate de executor judecătoresc stagiar și condițiile de efectuare a stagiului se stabilesc printr-un regulament, aprobat de Ministerul Justiției, în baza propunerilor Uniunii Naționale a Executorilor Judecătorești.
Pe parcursul perioadei de efectuare a stagiului professional, executorul judecătoresc  stagiar poate exercita doar atribuțiile pentru care a fost mandatat de executorul judecătoresc cu execepția celor prevăzute de lege.
Executorul judecătoresc stagiar urmează să achite în contul Uniunii Naționale a Executorilor Judecătorești taxa pentru efectuarea stagiului, în mărimea stabilită de Uniune. 
Persoana care dorește să devină executor judecătoresc urmează să susțină un concurs în fața Comisiei de licențiere.  La concurs sînt admise persoanele care întrunesc următoarele condiții: este cetățean al Republicii Moldova; are capacitate deplină de exercițiu;  este licențiat în drept; a efectuat stagiul în condițiile prezentei legi;  posedă limba de stat; are o reputație ireproșabilă,  au depus la Uniunea Națională a Executorilor Judecătorești o cerere în acest sens și au achitat la contul ei bancar taxa inițială obligatorie în mărimea stabilită.Condițiile de admitere la concurs, de desfășurare a acestuia, criteriile de selectare a celor mai buni candidați se stabilesc printr-un regulament, aprobat de Ministerul Justiției, în baza propunerilor Uniunii Naționale a Executorilor Judecătorești. Rezultatele concursului sînt valabile timp de un an.
Comisia de licențiere a executorilor judecătorești se formează prin ordinul ministrului justiției și se compune din 7 membri: 3 membri desemnați de Uniunea Națională a Executorilor Judecătorești, doi membri desemnați de Ministerul Justiției, un reprezentant al mediului academic din domeniul dreptului și un reprezentant al societății civile. Reprezentantul mediului academic și cel al societății civile sînt selectați în comun de Ministerul Justiției și Uniunea Națională a Executorilor Judecătorești, prin concurs. Prin ordinul ministrului justiției de constituire a Comisiei de licențiere sînt desemnați și 7 membri supleanți în modul stabilit supra. Baza tehnico-materială și lucrările de secretariat ale Comisiei de licențiere se asigură de către Uniunea Națională a Executorilor Judecătorești. Secretarul Comisiei de licențiere și supleantul acestuia se desemnează din rîndul angajaților Uniunii Naționale a Executorilor Judecătorești. Comisia de licențiere adoptă hotărîri privind admiterea la concursul pentru admiterea în profesia de executor, privind aprobarea rezultatelor concursului pentru admiterea în profesia de executor și privind eliberarea licenței pentru activitatea de executor judecătoresc. Activitatea Comisiei de licențiere este reglementată de lege și de Regulamentul de activitate al Comisiei de licențiere, aprobat de Ministerul Justiției după consultarea Uniunii Naționale a Executorilor Judecătorești
Licența pentru activitatea de executor judecătoresc se eliberează de ministrul justiției pe un termen nelimitat, la cererea persoanei, conform hotărîrii Comisiei de licențiere. Licența se eliberează în termen de 10 zile de la adoptarea hotărîrii Comisiei de licențiere. Datele despre licența eliberată se includ în Registrul executorilor judecătorești.
Licența pentru activitatea de executor judecătoresc urmează să conțină următoarele date: denumirea organului care a eliberat licența; seria și numărul licenței, data eliberării; numele și prenumele titularului; codul de identificare al titularului; semnătura ministrului justiției, certificată prin ștampilă. 
Formularul licenței este un document de strictă evidență. Forma licenței este aprobată de Ministerul Justiție. La primirea licenței, executorul judecătoresc depune în fața Comisiei de licențiere și a ministrului justiției următorul jurămînt:
„Jur să îndeplinesc funcția de executor judecătoresc în conformitate cu legea, să respect Constituția Republicii Moldova, să păstrez secretul profesional, iar în activitatea mea să mă bazez pe principii de profesionalism și imparțialitate.”
În profesia de executor judecătoresc se admit, în ordinea mediei descrescînde, persoanele care au promovat concursul și sînt propuse de Comisia de licențiere, ținîndu-se cont de opțiunea lor teritorială.
Persoana este învestită, la cerere, cu împuterniciri de exercitare a activității de executare prin ordin al ministrului justiției, emis în termen de 10 zile de la data depunerii cererii, dacă:a obținut licența de executor judecătoresc și a depus jurămîntul; a depus la Ministerul Justiției specimenul semnăturii și amprenta sigiliului; a înregistrat la Ministerul Justiției sediul biroului; a încheiat contract de asigurare de răspundere civilă; a prezentat dovada achitării la contul bancar al Uniunii Naționale a Executorilor Judecătorești a taxei inițiale obligatorii în mărimea stabilită de aceasta.
Condițiile enunțate mai sus urmează să fie îndeplinite în termen de 60 de zile de la data primirii licenței pentru activitatea de executor judecătoresc. Nerespectarea nemotivată a termenului duce la retragerea licenței. În acest caz, următorul candidat din lista persoanelor care au promovat concursul candidează la obținerea licenței. Dacă nici acesta nu se conformează cerințelor stabilite de lege se va anunța un nou concurs pentru locul vacant respectiv.
Ordinul ministrului justiției privind învestirea cu împuterniciri se publică în Monitorul Oficial al Republicii Moldova și se aduce la cunoștință instanței de judecată în a cărei circumscripție executorul judecătoresc își are biroul, precum și Uniunii Naționale a Executorilor Judecătorești.

## Atribuții
Executorul judecătoresc este în drept:
- să emită acte procedurale în limitele competenței prevăzute de lege;
- să citeze, la sediul biroului său și la locul efectuării actelor de executare, debitorul și alți participanți implicați în procesul de executare;
- să solicite și să primească gratuit pe suport de hîrtie și în regim on-line din partea autorităților publice centrale și locale, a instituțiilor (inclusiv financiare), din partea altor organizații (indiferent de tipul de proprietate și de forma juridică de organizare) deținătoare de registre de stat și de informații relevante pentru procedura de executare orice informație care ar permite identificarea debitorului, a patrimoniului său și a locului aflării lor;
- să sesizeze autoritățile și persoanele competente referitor la faptele constatate de neconformare cerințelor înaintate legal de executorul judecătoresc;
- să prezinte cerințe legale persoanelor fizice și juridice părți în procedura de executare în vederea întreprinderii anumitelor acțiuni de executare;
- să intre, cu acordul debitorului sau al membrilor lui de familie adulți (iar în lipsa acordului, cu concursul organelor de drept), în încăperile ce reprezintă domiciliul sau sediul debitorului, în alte încăperi și depozite ce aparțin debitorului, precum și în cele aflate în folosința acestuia, și să le cerceteze;
- să calculeze dobînzi, penalități, alte sume rezultate din întîrzierea executării unei obligații ce decurge dintr-un document executoriu;
- să acorde asistență părților în procedura de executare și altor solicitanți, explicîndu-le consecințele juridice ale actelor de procedură;
- să concilieze părțile în faza prejudiciară și în procedura de executare;
- să constate, la cererea persoanei interesate,  fapte și stări de fapt;
- să comunice, la solicitarea părții interesate, actele procedurale;
- să sechestreze, să ridice, să depoziteze, să administreze și să vîndă bunurile sechestrate în procesul de executare, precum și bunurile gajate;
- să recupereze datoriile pe cale amiabilă;
- să aplice în regim on-line măsuri asigurătorii;
- să elibereze copii de pe actele din dosarul de executare către terți neimplicați în procedura de executare doar în condițiile legii și în baza unei solicitări scrise;
- să primească, în condițiile legii, onorarii și taxe pentru activitățile efectuate;
- să urmărească mijloacele bănești ale debitorului (atît în numerar, cît și de pe conturile lui bancare) și veniturile lui  (salariul, pensia, bursa, alte venituri) și  să exercite controlul asupra corectitudinii în executarea indicațiilor sale privind urmărirea mijloacelor bănești și a veniturilor debitorului;
- să aplice sechestru pe conturile debitorului și să interzică băncilor virarea oricăror sume de pe aceste conturi, solicitînd instituției bancare informații despre soldul sumei din contul debitorului, existent la momentul aplicării sechestrului, cu eliberarea imediată și necondiționată a unui extras bancar și comunicat informativ;
- să primească informația de la instituțiile bancare privind operațiunile efectuate la conturile bancare ale debitorului, procedura și modul de înregistrare a actelor parvenite de la executorii judecătorești, precum și informații din registrele accesului persoanelor la celulele (safeurile) metalice închiriate de debitor și soțul/soția acestuia;
- să oblige instituțiile bancare și organul fiscal să îl informeze despre deschiderea în viitor a unor conturi bancare de către debitor;
- să urmărească mijloacele bănești și bunurile debitorului care se află la terți, inclusiv în instituții financiare;
- să ridice de la debitor obiectele indicate în documentul executoriu;
- să beneficieze la timp și necondiționat de asistența organelor de drept, a organelor centrale de specialitate ale administrației publice și a autorităților administrației publice locale;
- să interzică instituțiilor de stat, persoanelor cu funcție de răspundere, persoanelor fizice și persoanelor juridice, indiferent de tipul de proprietate și de forma juridică de organizare, efectuarea anumitelor acte în privința debitorului sau a bunurilor lui, inclusiv a bunurilor care vor fi dobîndite în viitor, care ar putea duce la împiedicarea executării, și să înainteze cerințe executorii persoanelor cu funcție de răspundere în vederea executării eficiente a documentului executoriu. Interdicția privind eliberarea documentelor de stare civilă, a actelor de identitate sau a permiselor de conducere se aplică exclusiv de către instanța de judecată;
- să dispună anunțarea în căutare și reținerea  mijloacelor de transport, să identifice bunurile debitorului;
- să solicite instanței judecătorești,  la cererea creditorului, aplicarea față de debitor a interdicției de a părăsi țara în cazul în care plecarea acestuia ar face imposibilă sau dificilă executarea hotărîrii judecătorești;
- să solicite, după caz, organelor care au emis documentele executorii explicarea motivată a expunerilor dispozitive ale acestora, precum și explicarea modului și a ordinii de executare;
- să folosească, în exercitarea atribuțiilor,  mijloace de înregistrare audio, foto și video.

În cazul în care acțiunile (inacțiunile) cu elemente ale contravenției ale persoanelor care, fără motive justificative, nu îndeplinesc cerințele executorului judecătoresc sau împiedică executarea documentului executoriu, executorul judecătoresc întocmește un proces-verbal cu privire la contravenție, pe care îl înaintează spre examinare instanței de judecată. În cazul în care aceste acțiuni conțin elemente ale infracțiunii, executorul judecătoresc expediază materialele organelor de urmărire penală.
În cazul cînd persoanele care nu sînt părți în procedura de executare nu îndeplinesc prevederile art. 63 alin. (1), art. 92, 98, 99, ale capitolului VIII secțiunea a 2-a din Codul de executare, sau în cazul cînd aceste persoane furnizează informații eronate, precum și în alte cazuri prevăzute de lege, creditorul poate pretinde încasarea de la acestea a sumei ce urma a fi încasată de la debitor, dar nu a  fost încasată din vina lor, precum și reparația prejudiciilor cauzate

## Competența teritorială
Dacă sunteți titularul unui document executoriu, a cărui executare silita intentionați sa o porniti, la determinarea executorului judecătoresc căruia urmează să Va adresați veți ține cont de următoarele:
- competența teritorială a executorilor judecătorești se extinde, potrivit al. (1) al art. 30 al Codului de  executare[nefuncțională – arhivă]
, în circumscripția Camerei teritoriale a executorilor judecătorești în care își are sediul biroul executorului judecătoresc.
Prin derogare de la această regulă generală, există situații, cînd această competență poate fi sau mai largă, sau mai îngustă. Astfel,
    a) în cazul executării măsurilor de asigurare a acțiunii sau al executării prin urmărirea mijloacelor de transport, a mijloacelor bănești de pe conturile debitorului, a valorilor mobiliare sau a participațiunii debitorului la capitalul social, competența teritorială a executorului judecătoresc se extinde pe întreg teritoriul țării;
    b) în cazul executării documentelor executorii prin urmărirea salariului sau unui alt venit al debitorului, competent în executare este executorul judecătoresc în a cărui circumscripție teritorială, stabilită de camera teritorială a executorilor judecătorești, se află sediul instituției (organizației) de la care debitorul primește venituri.
   Documentele executorii indicate la art.15 alin.(2) din Codul de executare[nefuncțională – arhivă]
 (adică cele ce țin de  confiscarea bunurilor; urmărirea sumelor ce urmează a fi făcute venit la stat; urmărirea pensiei de întreținere;  încasarea sumelor pentru repararea prejudiciilor cauzate prin vătămarea integrității corporale, prin o altă vătămare a sănătății sau prin deces, dacă repararea s-a efectuat sub formă de prestații bănești periodice; restabilirea la locul de muncă și de încasarea salariului mediu pentru întreaga perioadă de absență forțată de la muncă; încasarea indemnizațiilor pentru incapacitate temporară de muncă și altor prestații de asigurări sociale prevăzute de lege.) cu excepția celor de la lit. c), se prezintă spre executare executorului judecătoresc în a cărui competență teritorială, stabilită de camera teritorială a executorilor judecătorești, se află domiciliul sau sediul debitorului.
 Documentele executorii indicate la art. 15 alin. (2) lit. c) din  Codul de executare[nefuncțională – arhivă]
 (adică cele ce țin de urmărirea sumelor încasate din contul statului, din contul întreprinderilor de stat și al celor municipale, al societăților comerciale cu capital majoritar de stat) se remit  din oficiu de către instanța de judecată spre  executare executorului judecătoresc indicat de creditor  în cererea de eliberare a titlului executoriu.
Competența teritorială a fiecărui executor o puteți pe site-ul UNEJ în compartimentul ”Competență teritorială” 